# Liana Messere
Liana Messere (* 31. Juli 1989) ist eine ehemalige schweizerisch-italienische Unihockeyspielerin.

## Karriere

### Verein
Messere begann ihre Karriere bei den Red Ants Rychenberg Winterthur. Nach den Juniorinnen-Stufen waren ihre Stationen der UHC Bassersdorf und der UHC Winterthur United.
Nach der Saison 2015/16 unterschrieb sie einen Vertrag bei den Red Lions Frauenfeld, wo sie in ihrer ersten Saison 6 Skorerpunkte sammelte. Am 8. Mai 2017 gab der Verein bekannt, dass Messere auch in der Saison 2017/18 für die Frauenfelderinnen auflaufen wird. Nach der Saison 2018/19 beendete Messere ihre Aktivkarriere.

### Nationalmannschaft
Messere debütierte 2013 für die Nationalmannschaft Italiens bei der Qualifikation zur Weltmeisterschaft 2014 in Polen.